# Oostende

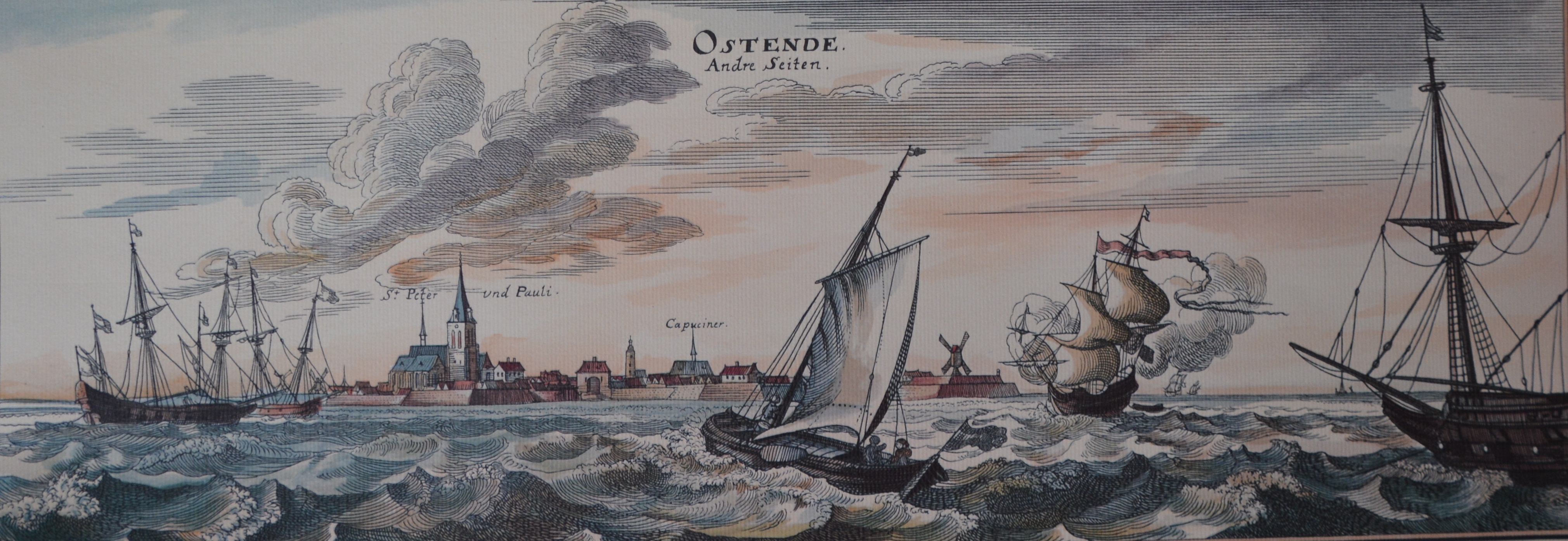
Oostende 1644

Oostende (nederländska Oostende, franska Ostende) är en stad och kommun i Västflandern i Belgien med 71 481 invånare (2018). Staden ligger vid Nordsjökusten och är en av Belgiens viktigaste hamnstäder efter Antwerpen och Zeebrugge. Runt staden finns många havsbad.
Oostende ingår i provinsen Västflandern, i regionen Flandern och i den nederländskspråkiga gemensamheten.

## Historik
Oostende finns först omtalat 1000-talet och var från mitten av 1400-talet starkt befäst. Efter att ha motstått två angrepp från spanjorerna 1583 och 1586 blev staden utsatt för en lång spansk belägring 1601-1604, och gav sig först på Generalstaternas uppmaning. Det var då den sista ort i Belgien, som höll ihop med holländarna under befrielsekriget. 1722-1735 var staden säte för det av kejsar Karl VI grundade Ost- och västindiska kompaniet. 1706 intogs Oostende av engelsmännen under Marlborough och 1746 av fransmännen. Stadens fästningsverk avvecklades efter 1865.
Redan 1838 fick Oostende järnvägsförbindelse med Gent.
Under första världskriget lyckades tyskarna i mitten av oktober 1914 inta Oostende, där man inrättade en ubåtsbas, som kom att spela en betydelsefull roll under kriget. Trots flera försök att inta staden eller förstöra hamnen föll den först under slutoffensiven 17 oktober 1918 i ententens händer.

## Kommunikationer
Flygplatsen Oostende-Brygges internationella flygplats ligger 5 km sydväst om staden. Den trafikeras uteslutande av charterflygbolag. 

## Sport
Volleybollklubben Hermes Volley Oostende, vars damlag blivit både belgiska mästare och belgiska cupmästare, har sitt säte i staden.